# Ljuban
Ljuban je moško osebno ime.

## Izvor imena
Ime Ljuban je izpeljano iz imena Ljubo.

## Pogostost imena
Po podatkih Statističnega urada Republike Slovenije je bilo na dan 31. decembra 2007 v Sloveniji število moških oseb z imenom Ljuban: 52.

## Osebni praznik
V koledarju je ime Ljuban skupaj z imenom Ljubo.